# Калікс (комуна)
Комуна Калікс (швед. Kalix kommun) — адміністративно-територіальна одиниця місцевого самоврядування, що розташована в лені Норрботтен у північній Швеції на узбережжі Ботнічної затоки.
Калікс 54-а за величиною території комуна Швеції. Адміністративний центр комуни — місто Калікс.

## Населення
Населення становить 16 522 чоловік (станом на вересень 2012 року). 
| Кількість населення комуни Калікс за 1970-2010 роки | Кількість населення комуни Калікс за 1970-2010 роки | Кількість населення комуни Калікс за 1970-2010 роки | Кількість населення комуни Калікс за 1970-2010 роки | Кількість населення комуни Калікс за 1970-2010 роки |
| --------------------------------------------------- | --------------------------------------------------- | --------------------------------------------------- | --------------------------------------------------- | --------------------------------------------------- |
| Рік                                                 |                                                     |                                                     | Населення                                           |                                                     |
| 1970                                                | 1970                                                |                                                     | 18 178                                              | 18 178                                              |
| 1975                                                | 1975                                                |                                                     | 18 687                                              | 18 687                                              |
| 1980                                                | 1980                                                |                                                     | 19 599                                              | 19 599                                              |
| 1985                                                | 1985                                                |                                                     | 19 338                                              | 19 338                                              |
| 1990                                                | 1990                                                |                                                     | 19 241                                              | 19 241                                              |
| 1995                                                | 1995                                                |                                                     | 18 963                                              | 18 963                                              |
| 2000                                                | 2000                                                |                                                     | 17 995                                              | 17 995                                              |
| 2005                                                | 2005                                                |                                                     | 17 483                                              | 17 483                                              |
| 2010                                                | 2010                                                |                                                     | 16 740                                              | 16 740                                              |
| Джерело: SCB                                        |                                                     |                                                     |                                                     |                                                     |

## Населені пункти
Комуні підпорядковано 12 міських поселень (tätort) та низка сільських, більші з яких:
- Калікс (Kalix)
- Тере (Töre)
- Рульфс (Rolfs)
- Нюборґ (Nyborg)
- Рісеґрунд (Risögrund)
- Санґіс (Sangis)
- Карлсборг (Karlsborg)
- Бредвікен (Bredviken)

## Міста побратими
Комуна підтримує побратимські контакти з такими муніципалітетами:
- Пієлавесі, Фінляндія

## Галерея

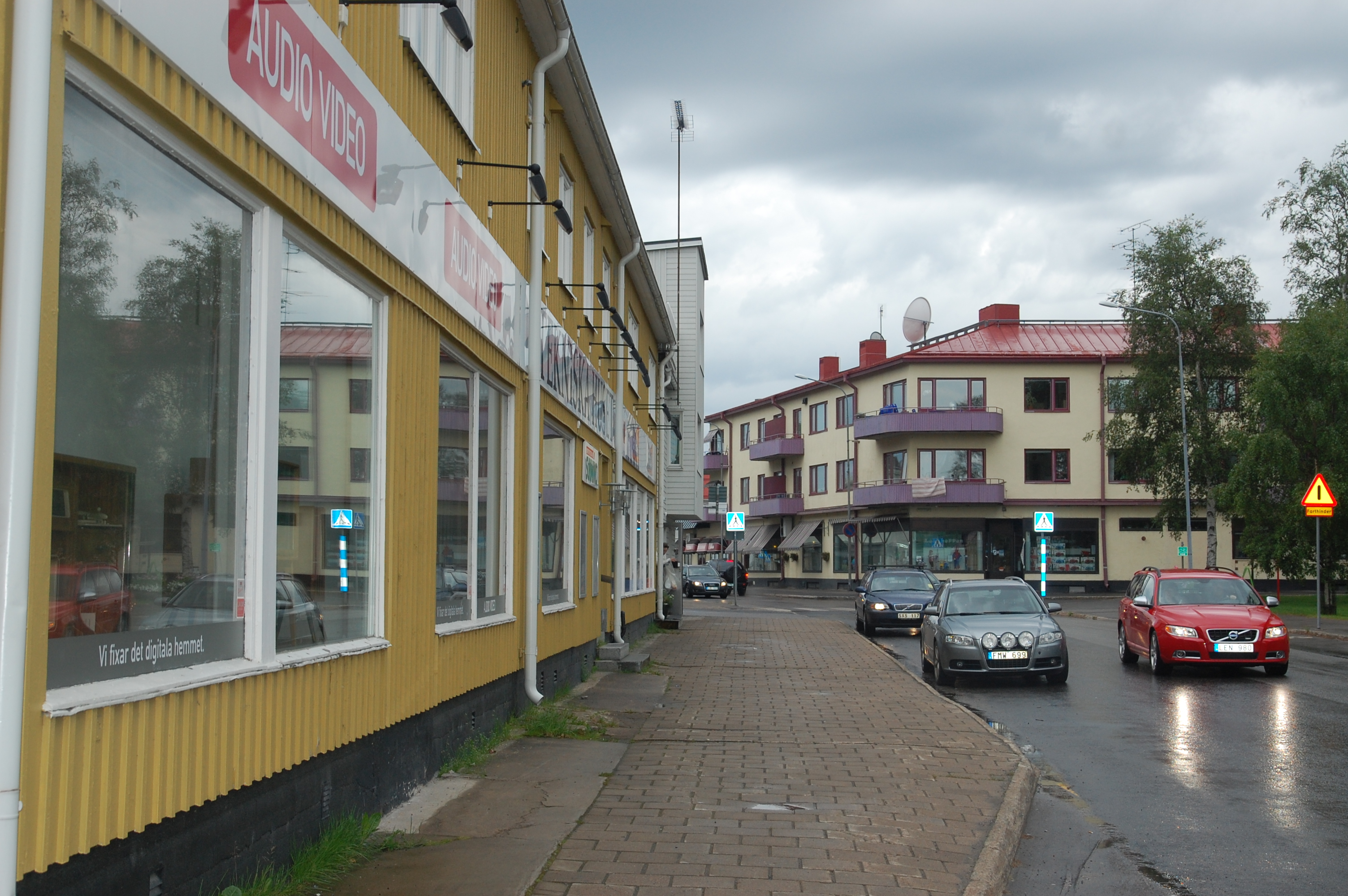
Калікс
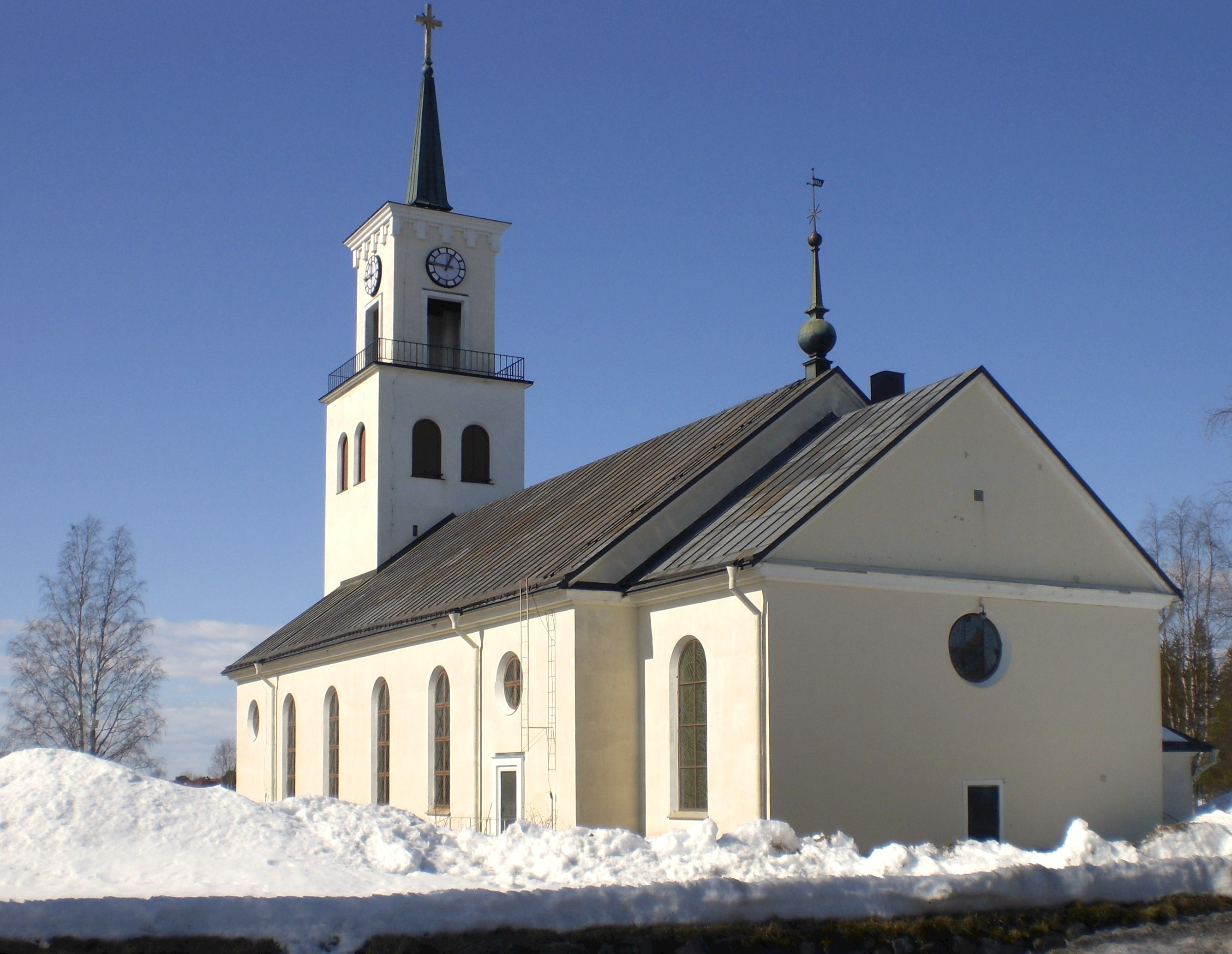
Церква (Тере)
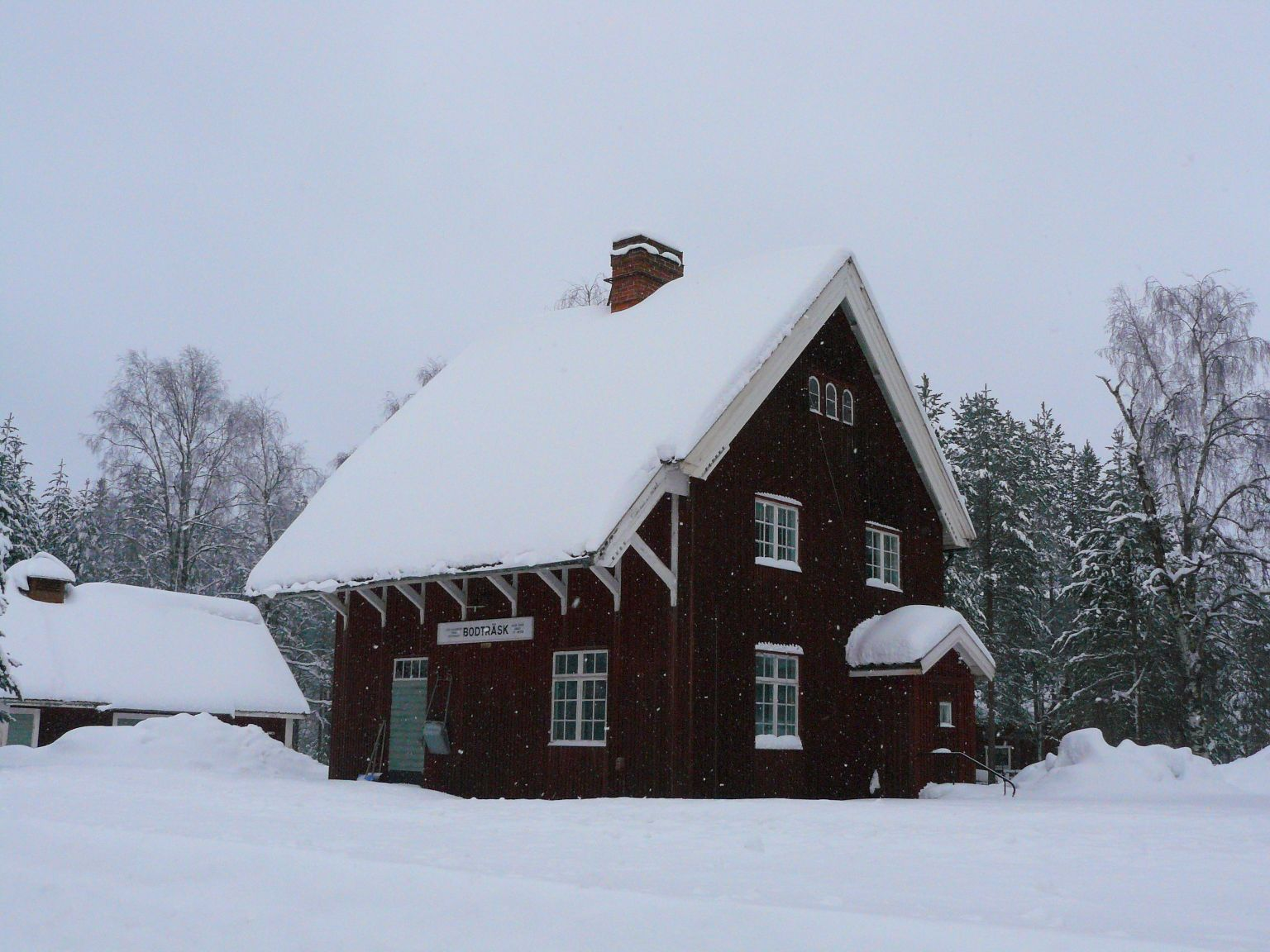
Залізнична станція Будтреск

## Виноски
1. ↑  https://web.archive.org/web/20220212104145/https://kuriren.nu/familj/minnesord-bengt-soderholm-nm4581832.aspx
2. ↑  https://nsd.se/nyheter/kalix/artikel/forre-kommunalradet-om-det-tuffa-jobbet-drabbades-av-hjartinfarkt-jag-betalade-ett-hogt-pris/r9zyqzvj
3. ↑  https://kuriren.nu/nyheter/kalix/artikel/bernt-sturk-84-har-den-kravande-uppgiften-att-ta-fram-nya-kommunalradskandidater-jag-stiger-upp-klockan-4-varje-dag/r9z58nmj
4. ↑  https://www.riksdagen.se/sv/ledamoter-och-partier/ledamot/peter-eriksson_265692db-b362-11d5-8077-0040ca16072a/
5. 1 2  https://www.dn.se/nyheter/politik/sprakror-slutar-som-kommunalrad/
6. 1 2  https://sverigesradio.se/artikel/1122150
7. ↑  https://sverigesradio.se/artikel/1643739
8. ↑  https://web.archive.org/web/20161220190654/http://www.kuriren.nu/nyheter/kalixoverkalix/han-blir-nytt-kommunalrad-8992350.aspx
9. ↑  https://web.archive.org/web/20161220204612/http://diaweb.kalix.se/famdok.asp?DSN=0&assoc_data=201600001:9&MaxRec=100&PgSize=10
10. ↑  https://sverigesradio.se/artikel/nytt-kommunalrad-klubbat-i-kalix
11. ↑  Folkmangd i riket, lan och kommuner (шв.) . Центральне бюро статистики Швеції. Архів оригіналу за 20 серпня 2013. Процитовано 13 лютого 2013.